# 楽園★キッズ
『楽園★キッズ』（らくえん・キッズ）は、こはら裕子の漫画作品。小学館発行の少女漫画『ちゃお』に連載された。

## 概要
天寿を全うできなかった子供たちが、「生まれ変わるための試験」を通じて仲間同士の信頼関係や絆の大切さに気付き、それぞれの抱える苦しみを乗り越えていくというストーリー。
『ちゃお』2005年10月号から12月号にかけて連載された、こはら裕子2作目の連載作品。連載終了後、主人公の月宮美音を始めとする子供たちの、生まれ変わった後の生活を描いた「学園☆キッズ」が『ちゃおDX』に掲載された。（コミックス『ママ♥トラブル』に収録）

## あらすじ
15歳までで死んでしまった子供たちが通う、天国の学校「ヘブンズスクール」では、5年間勉強すると、『生まれ変わるための試験』が受けられる。試験は4人一組で受けるが、その中の1人でも落第すると全員失格となってしまう。生まれ変わるために、5年間必死で勉強した月宮美音は、学校で一番の成績となり、その4人一組の班の班長となって試験の日を迎える。だが、班のメンバーはへなちょこな連中ばかりで……。

## 登場人物
月宮 美音（つきみや みのん）
8歳で交通事故に遭い、この世から旅立った13歳の女の子。班の仲間を思いやる優しさを持っているが、責任感が強すぎるために、辛くても涙を見せずに一人で堪えてしまうところがある。母親が5年間嘆き悲しんでいることを知っているため、再び生まれ変わることへの執着も強い。そのために班のメンバーと衝突してしまうこともあったが、試験を通じ、次第に仲間の大切さに気付いていくようになる。「学園☆キッズ」での名前は花音（かのん）。
風次郎（ふうじろう）
美音より2年早く「ヘブンズスクール」に来た13歳の少年。無理心中により、実の親に殺されて天国に来た。両親は共に地獄行きとなり、生まれ変わることも出来ない。自身だけが生まれ変わっても戻る場所がないため、その先に意味を見出せず、試験にも無関心だった。そのため、「風次郎がいるチームは落第する」とまで言われてしまうが、美音と行動を共にするうち、そうした心境にも変化が訪れていく。「学園☆キッズ」での名前は風太郎（ふうたろう）。
鈴（すず）
8歳の女の子。美音たちと行動を共にするメンバーの一人。口が悪く生意気で、隙あらば藁人形で班長の美音を呪っているが、それらは全て生前、自身のわがままで家庭を崩壊させたことに対する罪悪感の裏返しだった。年の割にクールで大人びた性格ゆえか、4人のメンバーの中で最も読者人気が高く、ラストシーンでは花音（美音）、風太郎（風次郎）と同い年として生まれ変わっている。「学園☆キッズ」での名前は美鈴（みすず）。
太一（たいち）
5歳の男の子。美音たちと行動を共にするメンバーの一人。性格は甘えん坊で泣き虫。生まれる前に死んでしまったため、地上の世界を知らない。「天使レンジャー」の人形が宝物で、普段から肌身離さず持ち歩いている。「学園☆キッズ」での名前は一太（いちた）。
鈴の兄
心優しく、成績優秀で将来を嘱望されていた、生前の鈴にとって自慢だった兄。高校受験の日、四葉のクローバーをプレゼントしようとした鈴のわがままを受け入れ、クローバーが咲いていた崖まで同行するが、直後に鈴が転落し、それを助けようとして自身も転落。意識不明の重体となったが、その後天国で鈴が美音に心を開いたのと時同じくして、奇跡的に意識が回復した。
先生
眼鏡をかけた「ヘブンズスクール」の教師。『生まれ変わるための試験』の試験官も務める。美音が天国に来た時、『生まれ変わるための試験』を受ける時、そして美音が卒業して12年が経った「学園☆キッズ」の世界においても、何故か見た目が全く変わらない。

## コミックス
楽園★キッズ（2006年2月1日発売・小学館ちゃおコミックス）
こはら裕子の通算3冊目となるコミックス。表題作他、読切作品「だいすき♥の魔法」、「Dear Friend」及びデビュー作品である「ラブ テンション」の3作を収録。